# 佐藤徹哉
佐藤 徹哉（さとう てつや、1955年 - 2024年6月14日）は、日本の工学者、工学博士。慶應義塾大学理工学部教授。東京都生まれ。

## 人物紹介
1978年慶應義塾大学工学部計測工学科卒、1983年同大学大学院博士課程修了、工学博士取得。同年慶應義塾大学工学部計測工学科助手、1988年慶應義塾大学理工学部計測工学科専任講師、1994年同助教授。1996年慶應義塾大学理工学部物理情報工学科助教授。2000年より同教授。
専門分野は、機能物性科学。
COE採択メンバー。21世紀COEプログラム・化学・材料科学分野、ライフコンジュゲートケミストリー。
2024年6月14日逝去（享年68）。